# オレウロペイン
オレウロペイン（英: Oleuropein）はオリーブやイボタノキの葉から抽出されるポリフェノールの一種であり、10-hydroxyoleuropein、ligstroside及び10-hydroxyligstrosideなどの化合物と密接に関連している。これらの化合物はすべてエレノール酸とチロソールのエステルであり、エレノール酸はさらにヒドロキシル化およびグリコシル化されている。オレウロペインとその代謝物であるヒドロキシチロソールは、生体内(in vivo)でも試験管内(in vitro)でも強力な抗酸化作用を示しており、エクストラ・ヴァージン・オリーブ・オイルの苦い辛味の元となっている。オレウロペインの食事は、免疫系を強化すると言われている。ラットを使用した研究では、オレウロペインは褐色脂肪組織に含まれる脱共役タンパク質のサーモゲニン（en:Thermogenin）を増加させることにより熱発生（en:Thermogenesis）を高め、ノルアドレナリンとアドレナリンの分泌を高めたと報告されている。